# Alulacroides micronacrolius
Alulacroides micronacrolius is een rechtvleugelig insect uit de familie veldsprinkhanen (Acrididae). De wetenschappelijke naam van deze soort is voor het eerst geldig gepubliceerd in 2010 door Zheng, Dong & Xu.
1. ↑  (en) Alulacroides micronacrolius op de IUCN Red List of Threatened Species.